# شهرستان پایک (آلاباما)
شهرستان پایک، آلاباما (به انگلیسی: Pike County, Alabama) یک شهرستان در ایالات متحده آمریکا است که در آلاباما واقع شده‌است.

## خصوصیات
شهرستان پایک ۱٬۷۴۳٫۰۷ کیلومترمربع مساحت دارد.